# Distrito 1.º de Zamboanga
El Distrito 1.º de Zamboanga fue uno de los siete distritos o provincias en los que a finales del siglo XIX se hallaba dividida la isla de Mindanao, perteneciente a la Capitanía General de Filipinas (1521-1899), siendo el antecedente de la Provincia de Zamboanga.
Su capital era la villa de Zamboanga que también lo era de la isla, albergando la casa del gobernador de Mindanao.
Tenía una extensión superficial, 9,847 km² albergando una población de 28,219 habitantes, distribuidos en 5 pueblos y en varias visitas y rancherías.

## Límites y superficie

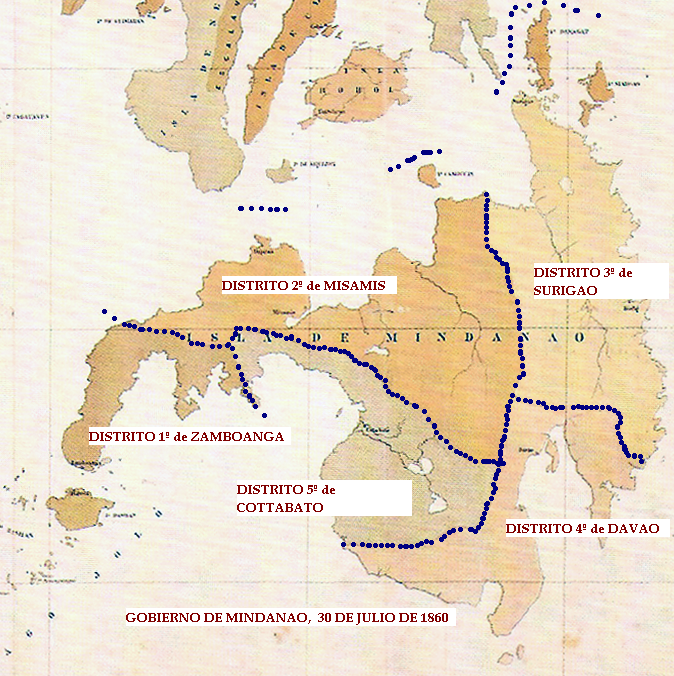
Gobierno de Mindanao: Los 5 Distritos creados por Real Decreto de 30 de julio de 1860.

Este distrito estaba situado en el extremo suroeste de la isla, y tiene por límites: Al norte  por la punta de Maralag (Misarais) o punta Quipit;  al este punta Flechas,  Distrito 5.º de Cotabato;  al sur por el estrecho de Basilan;  y al oeste por el mar de Célebes.
Comprende la parte occidental de la Isla desde la ensenada de Murciélagos (Dapitan), hasta Punta
Flecha.
Tenía una extensión superficial de 9,847 km², que en su mayor parte se considera como forestal, puesto que, exceptuando la vega inmediata a la capital, Zamboanga, donde sus habitantes siembran algún arroz, del resto de su territorio no se tiene noticia concreta; sin embargo, el encontrarse los territorios de Sibuguey poblados por más de 80,000 habitantes hace suponer que haya grandes extensiones el terreno cultivado. La población ascendía á 22,671  habitantes.
Población cristiana; 21.364 habitantes en 1 villa, 6 pueblos y 4 visitas.

"...Puede fijarse en 19.903 el número de los cristianos, habitantes de Zamboanga y pueblos inmediatos, según los listados Generales del Obispado de Jaro en 1897; en 8,000 el de los moros; y en 90,000 el de los subanos idólatras, habitantes del inexplorado territorio de
Sibuguey..."

"...Hablase en Zamboanga el castellano, el chabacano, ó sea, una mezcla de castellano, tagalo, bisaya y moro, á causa del gran roce que han tenido con gentes de otras provincias, el moro sámal y el subano..."
El Archipiélago Filipino.
 Colección de datos. 
Por algunos padres de la Misión de la Compañía de Jesús en estas islas.

## Pueblos, visitas y barrios

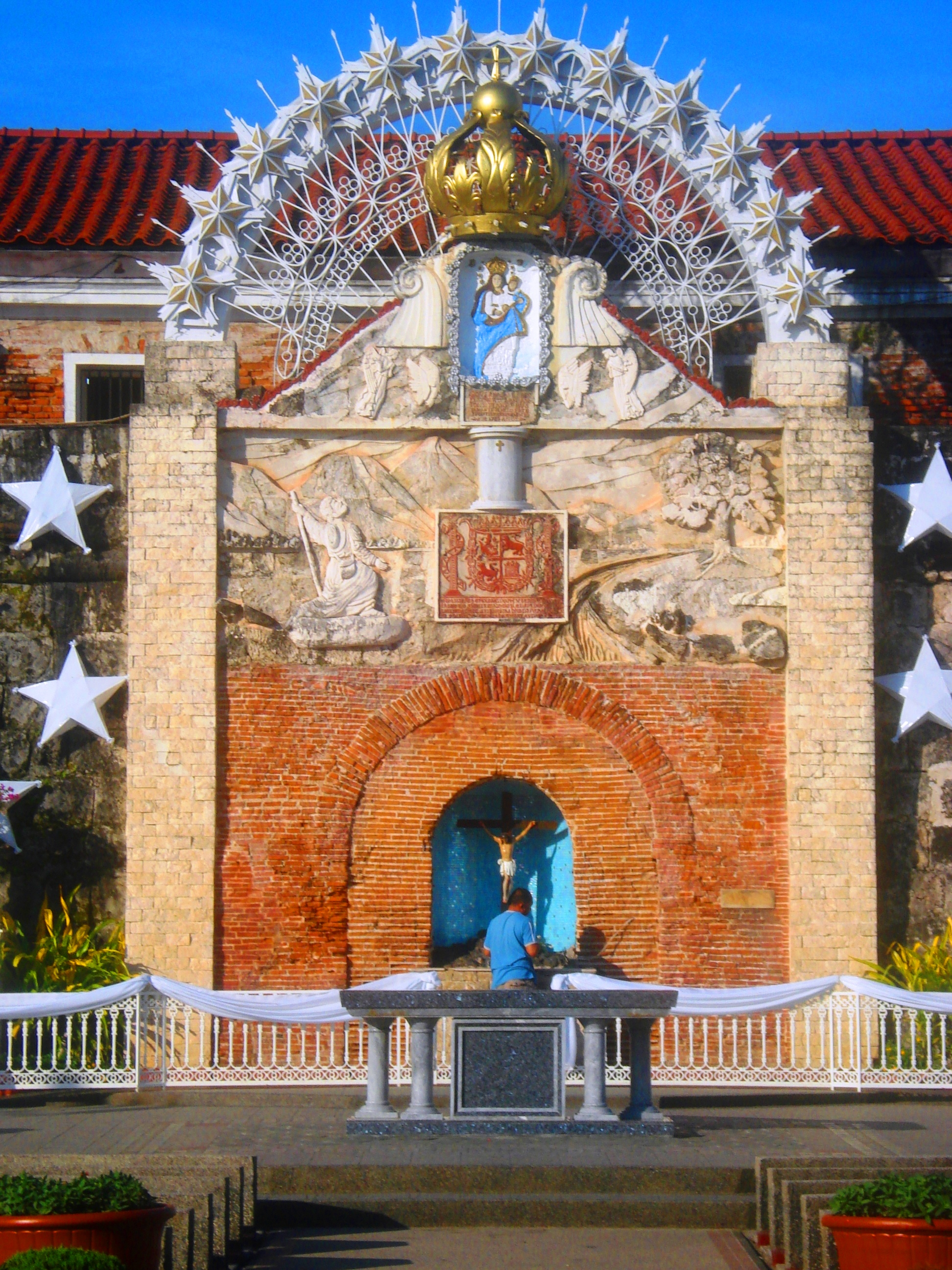
Su fortaleza, llamada del Pilar.

La villa de Zamboanga era entonces la capital de Mindanao, residencia del gobernador político militar del distrito, y del gobernador general de toda la isla. Tiene una buena iglesia, un amplio hospital militar, y abundantes aguas potables, debidas a los jesuitas. Tetuán tiene 5383 hab., Las Mercedes 4622.
Así fue descrita a principios del siglo XX:

"...Su caserío está magníficamente situado en una extensa llanura poblada de cocoteros é innumerables sementeras ó campos de arroz. Muchos de sus edificios son de materiales fuertes y otros de tabla con techo de zinc galvanizado ó nipa; descuellan entre ellos la iglesia y casa-convento, la casa del gobernador general de Mindanao, la del gobernador del distrito, la comandancia de marina, la de ingenieros, etc. El hospital militar, construido no ha mucho, es muy capaz y de forma elegante..."

"...Su fortaleza, llamada del Pilar, con gruesos muros de piedra, cuarteles en su interior, almacenes, etc., construida bajo la dirección del P. Melchor de Vera, de la Compañía de Jesús, ha prestado inapreciables servicios en las antiguas invasiones de moros piratas..."

"...Su puerto, aunque abierto y combatido por las olas, si reinan los vientos del Sur y del SO., ofrece abrigo contra los del Norte y del Este; en el río Masinloc, 3 millas al NE., hay un fondeadero bien abrigado contra todos los vientos. Posee un hermoso pantalán y un faro de 6.ª
clase, sideral con luz fija roja..."
El Archipiélago Filipino.
 Colección de datos. 
Por algunos padres de la Misión de la Compañía de Jesús en estas islas.

Dependen de Zamboanga 7634 almas de las visitas de Santa María, Gusú, Tipón y San Roque.
Los pueblos pertenecientes á este distrito son: 
- Tetuán de 5572 almas, con las visitas de Pútig y Talontalón;
- Las Mercedes de 3839, con las de Manicaán, Catumbal y Bualan;
- Bólong de 1144, con las de Curtían, Taguite y Tamión;
- Ayala de 1655, con las de Talisayan, Erenas o Malayat, Sinónong y la colonia penitenciaria de San Ramón.

## Gobierno, administración civil y eclesiástica, idioma
Para adelantar en la ocupación y dominio de la isla, se creó por Real Decreto de 30 de julio de 1860, el Gobierno de Mindanao; se dividió su territorio en seis distritos; se fijó un meditado plan de operaciones y se adoptó un sistema político militar.
Tiene gobierno político-militar desempeñado por un comandante del ejército; juzgado de primera instancia de entrada, y administración de hacienda de tercer orden. La administración espiritual está á cargo de religiosos de la Compañía de Jesús.
Entre los cristianos se habla el castellano, los infieles y moros hablan el dialecto propio de cada tribu.

## Producciones
Las principales consisten en maderas de construcción, cocos; también se cultiva el palay, maíz, cacao, abacá y café.